# Silvretta
Silvretta er et alpint bjergområde i grænseområdet mellem Østrig og Schweiz. En række toppe når over 3.000 moh. Bjergkæden ligger i det centrale og østlige område af Alperne i delstaterne Tyrol og Vorarlberg i Østrig og Graubünden i Schweiz. De østrigske delstater er knyttet sammen af vejen Silvretta Hochalpenstraße på 2.032 m, og passet ved Bielerhöhe har også en dæmningssø.

## Afgrænsning
Silvretta begrænses
- i nord af dalene Montafon og Paznaun samt det mellemliggende Zeinispasset (mod Verwall),
- i øst af den øverste Inndalen (mod Ötztal-alperne),
- i syd af Nedre Engadin (mod Sesvenna) og af Flüelapasset og Davos (mod Albula-alperne),
- i vest af Prättigau, Schlappinpasset og Gargellental (mod Rätikon).

## Toppe, isbræer og pas
De højeste bjerge i Silvretta er:
| - Piz Linard 3.411 m - Fluchthorn 3.399 m - Piz Buin 3.312 m - Verstanklahorn 3.301 m - Piz Fliana 3.284 m - Silvrettahorn 3.244 m - Augstenberg 3.228 m - Plattenhorn 3.221 m - Dreiländerspitze 3.212 m | - Piz Tasna 3.183 m - Piz Mondin 3.147 m - Großes Seehorn 3.123 m - Großer Litzner 3.111 m - Flüela Weisshorn 3.088 m - Piz Minschun 3.072 m - Piz Faschalba 3.051 m - Piz Davo Lais 3.027 m - Pischahorn 2.982 m | - Hohes Rad 2.912 m - Plattenpspitze 2.880 m - Sattelkopf 2.863 m - Vermuntkopf 2.851 m - Kromerspitze 2.830 m - Hochmaderer 2.823 m - Valgraggeskopf 2.820 m - Vallüla 2.813 m |

Silvretta har flere isbræer (f.eks. Ochsentaler Gletscher).
Det er ingen vejpas over Silvretta. Bielerhöhe (2.037 moh.) ligger i Silvretta (lidt syd for Zeinispasset), men forbinder Paznaun med Montafon (dvs. langs med bjergkæden, ikke på tværs af den). En række bjergovergange med vandrestier er imidlertid blevet brugt gennem historien. Den vigtigste af disse var Schlappinpasset (2.202 moh.) mellem Montafon og Prättigau.

## Dale og anden inddeling
Ud over dalene som afgrænser bjergmassivet er Samnaun den eneste beboede dal i Silvretta. Bjergene rundt om Samnaun, dvs. den østligste del af Silvretta (øst for Ischgl i Paznaun og Ramosch i Engadin), skilles ofte ud som en selvstændig bjerggruppe, Samnaun-alperne eller Samnaungruppen.

## Geologi
Silvretta hører til Centralalperne. Derfor dominerer krystalline bjergarter som gnejs. På Østrig-siden er der flere gletsjere end på Schweiz-siden.

## Natur, kultur og historie
Silvretta var i den tidlige middelalder tyndt befolket. Dalene var beboet af romanske bønder, som ofte brugte højereliggende områder til græsning. I 1400-tallet bosatte walserfolket sig i nogle af de højtliggende dale (både Davos, det øvre Prättigau, Montafon og Paznaun). I både Montafon og Paznaun var der mere handelskontakt sydover over bjergpassene end nedover dalene mod resten af Østrig. Befolkningen i Montafon eksporterede ost, smør og arbejdskraft over Schlappinpasset helt frem til 1800-tallet. Også på det kirkelige plan udgjorde Silvretta en enhed med Graubünden og hørte under Chur bispedømme frem til 1816.
På Silvrettas sydøstside, dvs. i Nedre Engadin, er rætoromansk stadig det dominerende sprog. I Montafon, Paznaun og Prättigau blev rætoromansk erstattet af tysk i løbet af 1500-tallet, i Samnaun 200 år senere. Også walserdialekterne i det nordlige Silvretta er efterhånden veget for bayerske dialekter. Kun i Davos og Prättigau har walserkulturen til en vis grad overlevet.

## Turisme
Som ovenfor nævnt er der flere gletsjere i den østrigske del af Silvretta. Det gør også, at den del af bjergkæden er mere kendt blandt bjergvandrere og turister. Som i andre dele af alpeområdet er også Silvretta spækket med bemandede og ubemandede hytter, som via Deutscher und Österreichischer Alpenverein kan rekvireres mod depositum. Hytterne er som oftest åbne i juli til midt i september, men visse hytter kan også tilgås udenfor sæsonen, hvis man har en nøgle. Det er tilrådeligt at indhente oplysninger om vandresikkerhed.
Passet ved Bielerhöhe er lukket for normal trafik i vintermånederne, men man kan komme derop med kabelbane fra Partenen på Vorarlberg-siden og gennem en tunnel drevet af Vorarlberger Illwerke.

### Hytter i den østrigske del
- Jamtalhütte ved Galtür
- Madlenerhaus på Bielerhöhe
- Saarbrücker Hütte ved Partenen
- Tübinger Hütte ved Bielerhöhe
- Klostertaler Umwelthütte (ubemandet)

Derudover findes der i Schweiz Heidelberger Hütte ved Ischgl, men den drives af Deutscher & Österreichischer Alpenverein, da den er lettest tilgængelig fra østrigsk side. Derudover har Schweizer Alpen-Club en række hytter, de forvalter.

### Vandreveje
Vandrevejen Via Alpina, som går igennem hele alpeområdet, har også en delstrækning i Silvretta-bjergkæden.